# 普里維爾利亞 (卡贊卡區)
47°34′2″N 33°4′31″E / 47.56722°N 33.07528°E
普里維爾利亞（烏克蘭語：Привілля），是烏克蘭南部的村莊，隸屬尼古拉耶夫州的巴什坦卡區。該村始建於1924年，面積0.65平方公里，海拔高度90米，2001年人口132，人口密度每平方公里204.7人。